# 中国铁路解放1型蒸汽机车
解放1型蒸汽机车是中国铁路一款2-8-2轮式的干线货运蒸汽机车。其原型为美国机车公司、满铁沙河口工场、汽车制造、日立制作所、川崎车辆、日本车辆、大连机械、满洲车辆等厂商在1918年到1945年间为南满州铁道、满州国有铁道、华北交通、华中交通制造的ミカイ型（Mikai型）机车。
第二次世界大战期间南满州铁道向朝鲜总督府铁道出借54台ミカイ型机车。因此在1945年战争结束后，中国铁路、朝鲜铁道省、韩国铁道厅均拥有该型号蒸汽机车。川崎车辆和三菱重工业为韩国铁道厅生产미카1型机车；四方机车车辆工厂、大连机车车辆厂、齐齐哈尔铁路工厂以及太原机务段为中国铁路生产解放1型机车。该型号机车生产数量达到2000台以上。
在朝鲜战争期间，美国陆军运输部以满铁ミカイ型机车为基础，向韩国输送9400系列蒸汽机车，战争结束后被韩国铁道厅接收为미카5型；而中国亦在战争期间向朝鲜铁道省援助原满铁ミカイ型机车。

## 历史

### 满铁社线Mikai（ミカイ）及国线国大Mika（国大ミカ）

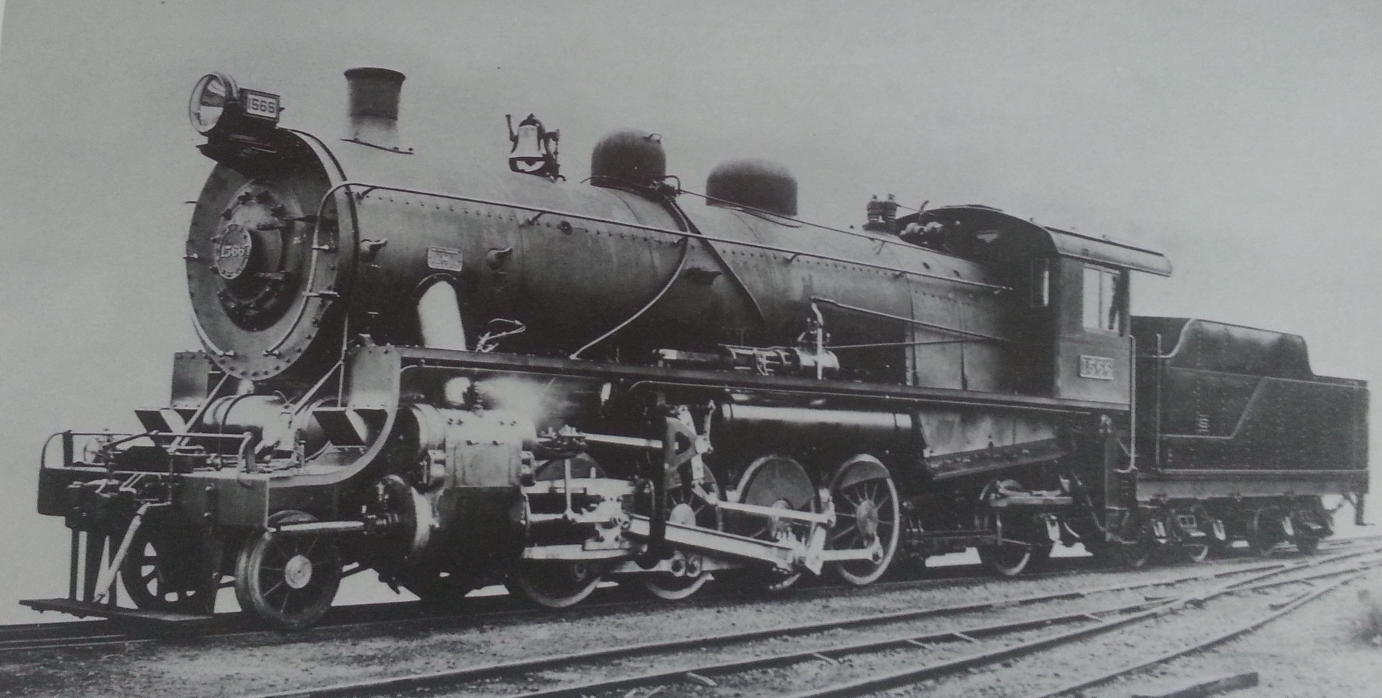
由川崎制造的满铁社线ミカイ1566号机车，后改车号为ミカイ67

第一次世界大戰期間，由于貨運量的增加，故南滿州鐵道於1918年向美國機車公司公司斯克内克塔迪工廠訂購25輛Mikado型蒸汽機車，運用於滿鐵本線（現為哈大鐵路長春以南路段）奉天（瀋陽）以南之煤炭運輸。此型機車於引進時編為M型（車號1500-1524），於1920年改編為Mikai（ミカイ）型（車號1500-1524）。其后，南滿州鐵道公司於1924年至1928年間，繼續由其經營之沙河口工廠以及日本之汽車製造、川崎造船等鐵路車輛工廠引進仿製的同型車45輛。合計共70輛。社線Mikai（ミカイ）為當時南滿州鐵道貨運的主力機型，除用於牽引滿鐵之貨運列車外，並曾用於牽引日本關東軍之94型裝甲列車。1938年，社線ミカイ車號改為ミカイ 1-70。
九一八事变后，日本於中國東北扶植成立滿州國，并將原東三省交通委員會管理經營之鐵路改組為滿州国有铁道，其業務委託由南滿州鐵道公司經營。滿州国有铁道於1933年採用社線Mikai（ミカイ）之設計訂製34輛ミカ型用於敦圖線（國大ミカ），其後再以Mikana（ミカナ）的形式繼續引進40輛，合計共74輛。國大Mika（ミカ）與社線Mikai（ミカイ）基本規格大致相同，但由於国有铁道的轉車台規格較小，故以縮短煤水車長度之方式縮短機車總長度因應。此型機車最初編號為ミカ1-1500～ミカ1-1533，後改為ミカナ 6700-6773，於1938年編入ミカイ後改為ミカイ 501-574。

### 满铁社线Mikako（ミカコ）及国线新国大Mika （新国大ミカ）

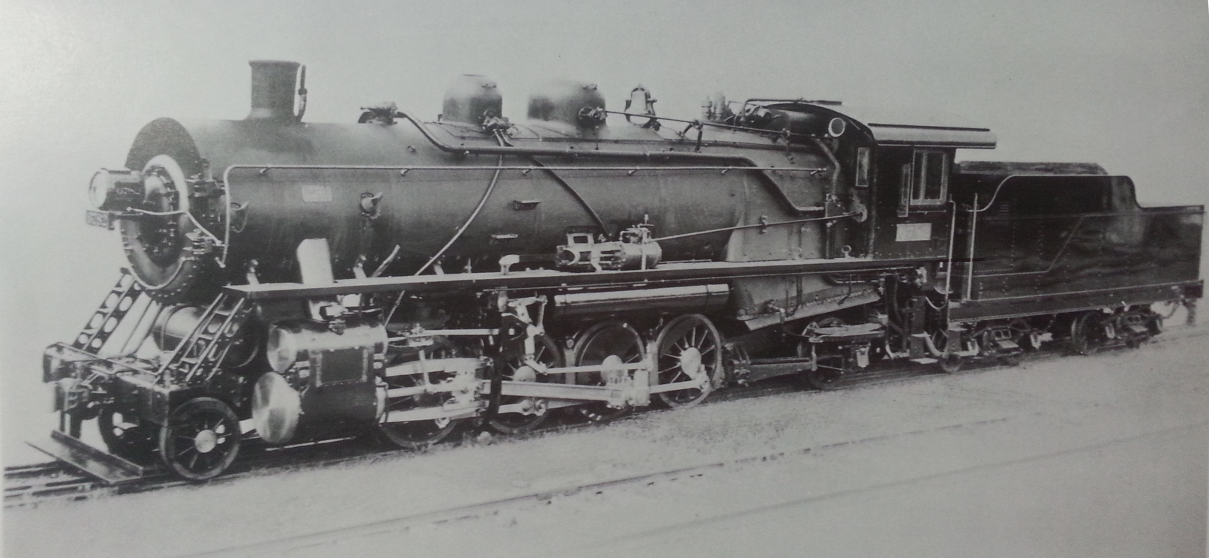
满铁国线新国大ミカ6782号机车，后改为ミカイ583号机车。

社线ミカコ为社线ミカイ之增备改良型，与ミカイ之差异在于增加了燃烧室及给水加热器。满洲国成立后因货物运送增加，以及填补15台Deka（デカ）型（即后来的中铁DK1型）转让于满州国铁后之空缺，至1937年时制造18辆（ミカコ1570-1587）。社线ミカコ使用A型过热器36个，但ミカコ1577、1578（ミカイ78、79）试验性的改用E型过热器54个。于1938年起编入ミカイ型，之后持续增备至1945年，总共生产271辆。编号原为ミカコ 1570-1587，于1938年编入ミカイ后改为ミカイ 71-341。
而满州国线后续增备的Mikana（ミカナ）与满铁Mikako（ミカコ）相当（新国大ミカ），差异仅在于省略给水加热器及煤水车较短（社线ミカコ全长为23,750mm，新国大ミカ全长只有21,906mm），总计制造729辆（其中20辆让渡给华北交通）。
编号原为ミカナ 6774-6899、16700-16717、16737-16738（其中空号16718-16736及16739转让给华北交通），于1938年编入ミカイ后改为ミカイ 575-1283。

### 华北交通Mikai（ミカイ）及华中铁道KD100型
華北交通（委託南滿州鐵道經營）於1939年至1945年間，向日本的汽車會社（84輛）、川崎車輛（24輛）、日立製作所（78輛）、日本車輛（63輛）等機車製造廠訂製249輛Mikai（ミカイ）。滿州國鐵線於1937年至1938年轉讓20輛（原車號為ミカナ16718-16736、16739）。日本關東軍於1938年起委託南滿州鐵道製造Mikai（ミカイ）140輛，於1940年（昭和15年）8月26日於山海關交付予華北交通完畢。
青島四方工廠亦於1938年至1945年8月以日本等國運來之零件組裝ミカイ、ミカロ、パシロ等蒸汽機車共380輛 。
華北交通的Mikai（ミカイ）有409台，車號範圍為ミカイ 1501~。
華中鐵道于1939年成立后，尽管使用来自于日本铁道省以及朝鲜总督府铁道的蒸汽机车，但於1940年至1941年向日本的機車製造廠訂購同型車19輛，編為KD100型。

#### 華北交通、華中鐵道車輛（部分）
| 製造年 | 番號                                | 製造商   | 製造番號             | 數量 | 備註               |
| 1938   | ミカイ1508-1513 （原ミカイ726-731） | 汽車製造 | 1546-1551            | 6    | 滿州國國有鐵道移撥 |
| 1938   | ミカイ1581-1590                     | 汽車製造 | 1613-1622            | 10   |                    |
| 1940   | ミカイ1736-1755                     | 汽車製造 | 1967-1986            | 20   |                    |
| 1941   | ミカイ1791-1810                     | 汽車製造 | 2080-2099            | 20   |                    |
| 1941   | ミカイ1818-1837                     | 汽車製造 | 2110-2119, 2130-2139 | 20   |                    |
| 1942   | ミカイ 1888-1891                    | 汽車製造 | 2194-2197            | 4    |                    |
| 1943   | ミカイ1892-1895                     | 汽車製造 | 2314-2317            | 4    |                    |
| 1942   | ミカイ1896-1905                     | 汽車製造 | 2246-2255            | 10   |                    |
| 1943   | ミカイ1906-1911                     | 汽車製造 | 2318-2323            | 6    |                    |
| 1941   | KD 1008-1012                        | 汽車製造 | 2055-2059            | 5    |                    |
| ------ | ----------------------------------- | -------- | -------------------- | ---- | ------------------ |

### 北鮮拓殖鉄道
除此之外，北鮮拓殖鉄道亦於1940年至1942年間向汽車製造訂製22輛滿鐵ミカイ形機車，這批機車後來為朝鮮鐵道省所接收。
- 1940年度
  - 1～5號 （製造番號1891～1895）
  - 6～11號 （製造番號1987～1992）
- 1941年度
  - 12～16 （製造番號2100～2104）
- 1942年度
  - 17～22 （製造番號2203～2208）

## 战后运用情况

### 中国铁路解放1型

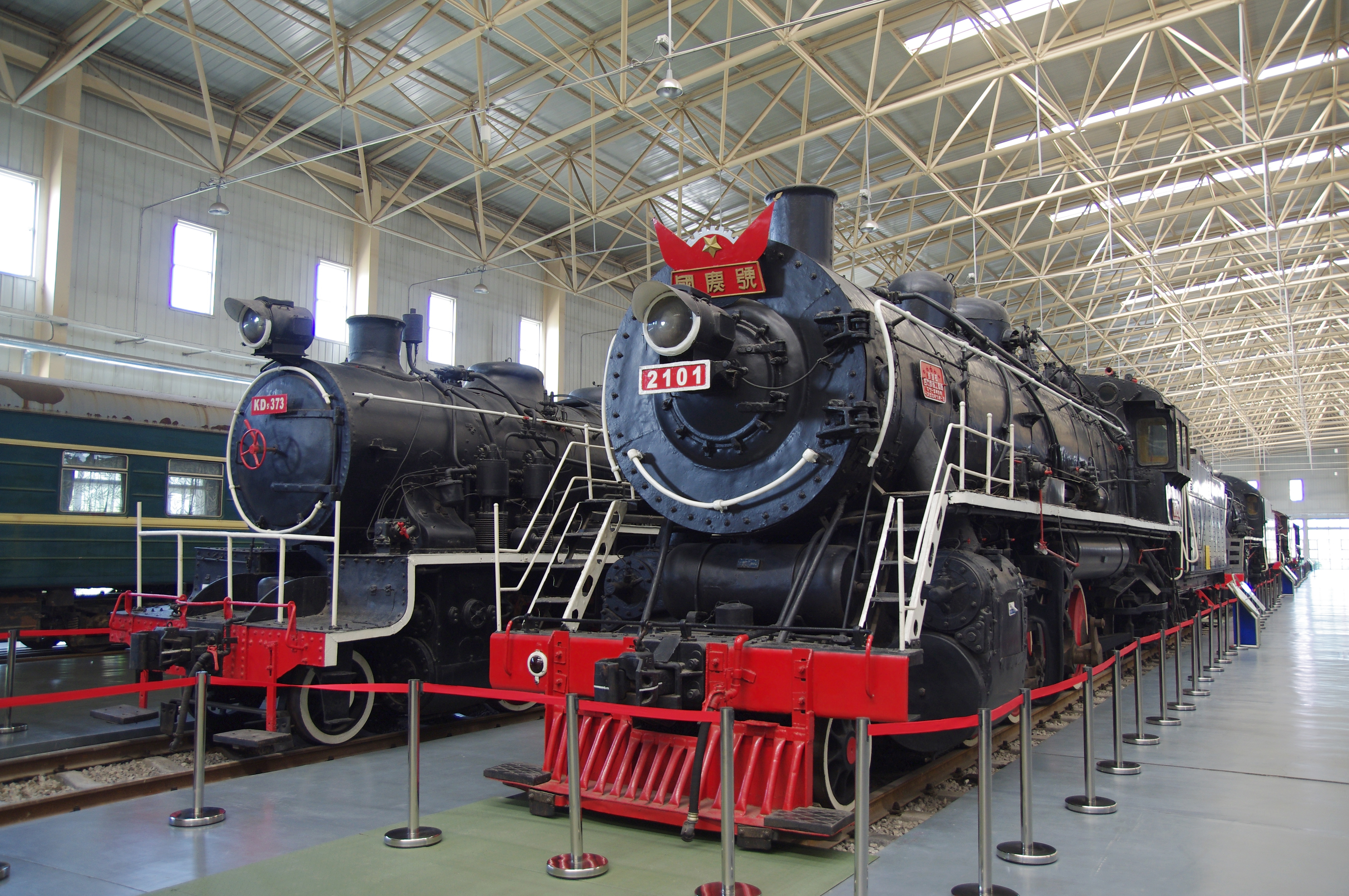
解放1型2101号机车于中国铁道博物馆展示

于二次大战结束之时，南满州铁道及满州国铁共有1124辆ミカイ，分布于大连埠头局（26辆）、奉天（319辆）、锦州（154辆）、吉林（185辆）、牡丹江（157辆）、哈尔滨（188辆）、罗津（6辆）等铁路管理局；另有59辆出借给其他铁路，大部分（可能多达54辆）机车出借给朝鲜总督府铁道，而这些ミカイ在朝鲜分治后分别被朝鲜和韩国接收。满铁ミカイ与华北交通、华中铁道的同型车由中华民国交通部接收，总数超过1400辆以上。至中华人民共和国成立以后，铁道部于1951年将ミカイ统一型号为ㄇㄎ1型蒸汽机车，1959年改用汉语拼音并改称“解放1型”（JF1），编号范围为1~2100。
四方机车车辆工厂于1950年9月用接收的部件組装了ㄇㄎ壹2101國慶號，後又於1952年7月26日組裝了ㄇㄎ壹2102八一號，共組裝了20輛解放1型（2101～2120）。於1952年12月仿製成功，製造出ㄇㄎ壹2121號机车。全长21,906mm （後期型增為22,634mm），构造速度每小时80公里，模数牵引力236kN（24,030kg），轴式1—4—1
1953年第一机械工业部机车车辆工业管理局在机车设计科副科长瞿糾主持下，以日本留下的6套不盡相同亦不完整之ミカイ型機車圖紙，進行甄选、整理、改进和补充，改英制为公制，增加表面光洁度、公差配合和技术条件，改用国产材料标准等，於1954年12月大连机车车辆厂依照改定後图紙试制成第一台2178 号ㄇㄎ1型蒸汽机车。机车最大轮周功率由旧ㄇㄎ1型机车的1545 马力提高到1945马力。
1958年大躍進時期，太原機務段以66天的時間，於10月10日完成一台解放型4101號機車，是全中國第一台由機務段製造之機車。
於1959年ㄇㄎ1型機車改稱為解放1型，現用代號JF1。總計至1960年停止生產為止，四方（共216台） 、大连（共187台）、齐齐哈尔等机车厂及太原機務段（1台）共制造455台，車號為JF1-2121~2500、4001~4101。

### 朝鲜铁道省미가하型/6000系列及6100系列

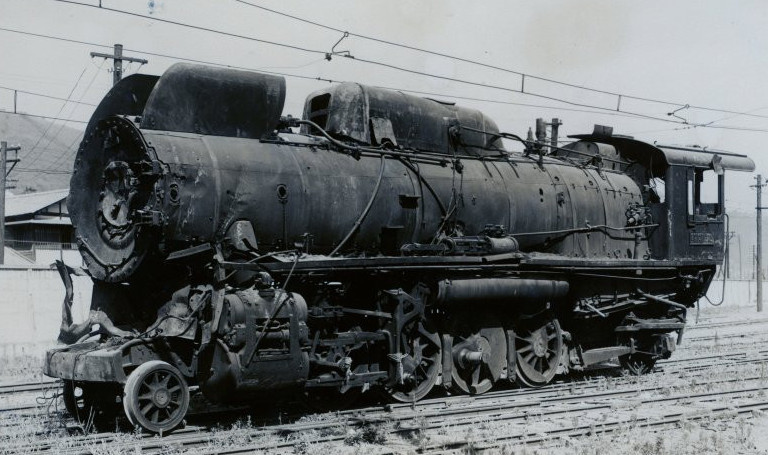
原华北交通ミカイ1578机车在朝鲜铁道省被登记为미가하1578，但在朝鲜战争期间被韩国陆军缴获并被带往韩国境内等待维修。

在第二次世界大战结束前，54辆ミカイ型机车由南满州铁道出借给朝鲜总督府铁道；这些机车战后分别被朝鲜和韩国接收，但各自接收的数量不明。此外在战争结束时南满州铁道管理的北鲜线6辆ミカイ亦被朝鲜铁道省接收。朝鲜战争期间，中国向朝鲜援助至少70台ㄇㄎ系列蒸汽机车，其中包括ㄇㄎ1型。
起初这些满铁ミカイ型机车与3辆接收自朝鲜总督府铁道的鲜铁ミカイ型蒸汽机车合称为미가하型（Migaha），并保留原始机车车号。大约在20世纪70年代初，这些机车又被改称为6000系列及6100系列，原“미가하”机车车型代号被取消。以下为已知的朝鲜铁道省接收之18辆原ミカイ型机车车号变更情况：
| 朝鲜铁道省编号   | 原拥有单位   | 1945年时的车号 | 原始车号            | 制造商       | 制造年份  | 备注                                                              |
| ---------------- | ------------ | -------------- | ------------------- | ------------ | --------- | ----------------------------------------------------------------- |
| 미가하20 → 6020  | 南满州铁道   | ミカイ20       | ミカイ1519 (M 1519) | 美国机车公司 | 1918      | 南满州铁道ミカイ                                                  |
| 미가하21 → 6021  | 南满州铁道   | ミカイ21       | ミカイ1520 (M 1520) | 美国机车公司 | 1918      | 南满州铁道ミカイ                                                  |
| 미가하23 → 6023  | 南满州铁道   | ミカイ23       | ミカイ1522 (M 1522) | 美国机车公司 | 1918      | 南满州铁道ミカイ                                                  |
| 미가하26 → 6026  | 南满州铁道   | ミカイ26       | ミカイ1525          | 日本或沙河口 | 1924      | 南满州铁道ミカイ                                                  |
| 미가하38 → 6038  | 南满州铁道   | ミカイ38       | ミカイ1537          | 日本或沙河口 | 1924~1928 | 南满州铁道ミカイ                                                  |
| 미가하53 → 6053  | 南满州铁道   | ミカイ53       | ミカイ1552          | 日本或沙河口 | 1924~1928 | 南满州铁道ミカイ                                                  |
| 미가하83 → 6083  | 南满州铁道   | ミカイ83       | ミカコ1582          | 日本或沙河口 | 1937      | 南满州铁道ミカコ                                                  |
| 미가하112 → 6112 | 南满州铁道   | ミカイ112      | ミカイ112           | 日本或沙河口 | 1938~1945 | 南满州铁道ミカコ                                                  |
| 미가하121 → 6121 | 南满州铁道   | ミカイ121      | ミカイ121           | 川崎？       | 1940      | 南满州铁道ミカコ                                                  |
| 미가하126 → 6126 | 南满州铁道   | ミカイ126      | ミカイ126           | 川崎？       | 1940      | 南满州铁道ミカコ                                                  |
| 미가하128 → 6128 | 南满州铁道   | ミカイ128      | ミカイ128           | 川崎         | 1940      | 南满州铁道ミカコ                                                  |
| 미가하152 → 6152 | 南满州铁道   | ミカイ152      | ミカイ152           | 日本或沙河口 | 1938~1945 | 南满州铁道ミカコ。配置有挡烟板                                    |
| 미가하153 → 6153 | 南满州铁道   | ミカイ153      | ミカイ153           | 日本或沙河口 | 1938~1945 | 南满州铁道ミカコ                                                  |
| 미가하154 → 6154 | 南满州铁道   | ミカイ154      | ミカイ154           | 日本或沙河口 | 1938~1945 | 南满州铁道ミカコ                                                  |
| 미가하159 → 6159 | 南满州铁道   | ミカイ159      | ミカイ159           | 日本或沙河口 | 1938~1945 | 南满州铁道ミカコ                                                  |
| 미가하163 → 6163 | 南满州铁道   | ミカイ163      | ミカイ163           | 日本或沙河口 | 1938~1945 | 南满州铁道ミカコ                                                  |
| 미가하584 → ?    | 满州国有铁道 | ミカイ584      | ミカナ6783          | 日本         | 1935~1945 | "新国大ミカ" (新國大ミカ). 在1971年电影 在铁路 (철길우에서)有特写 |
| 미가하619 → ?    | 满州国有铁道 | ミカイ619      | ミカナ6818          | 日本         | 1935~1945 | "新国大ミカ" (新國大ミカ). 在1971年电影 在铁路 (철길우에서)有特写 |
| 미가하1578       | 华北交通     | ミカイ1578     | ミカイ1578          | 日本         | 1939~1940 | "新国大ミカ" (新國大ミカ) 被大韩民国陆军缴获并于1951年带至韩国    |

### 韩国铁道厅미카1型
战争结束后，韩国铁道厅接收了遗留在三八线以南的原满铁ミカイ型机车以及9辆原鲜铁ミカイ型机车，并将这些机车改称为미카1型（Mika1）。已知至少7辆미카1型由韩国铁道厅运用，并保留原始车号。以下为7辆미카1型机车车号一覽表：
| 韩铁机车车号 | 原拥有者     | 1945年时的车号 (原车号) | 生产厂家 | 生产厂家年份         | 备注 |
| ------------ | ------------ | ----------------------- | -------- | -------------------- | --- |
| 미카1-32     | 南满洲铁道   | ミカイ39 (ミカイ1538)   | ?        | 在1924年到1928年之间 | 社线ミカイ |
| 미카1-125    | 南满洲铁道   | ミカイ125               | 川崎车辆 | 1940                 | 社线ミカコ |
| 미카1-539    | 满洲国有铁道 | ミカイ539 (ミカナ6738)  | 汽車製造 | 1934年或1935年       | 國大ミカ （製造番號1258)                                                                                             |
| 미카1-618    | 满洲国有铁道 | ミカイ618 (ミカナ6817)  | 汽車製造 | 1935                 | 新國大ミカ (製造番號1330)                                                                                            |
| 미카1-826    | 满洲国有铁道 | ミカイ826               | ?        | ?                    | 新國大ミカ |
| 미카1-1094   | 满洲国有铁道 | ミカイ1094              | 汽车制造 | 1942                 | 新國大ミカ |
| 미카1-1170   | 满洲国有铁道 | ミカイ1170              | 大连机械 | ?                    | 新國大ミカ |
| 미카1-1578   | 华北交通     | ミカイ1578              | 日本     | 1939年到1940年       | 新國大ミカ 在1945年到1951年配属于朝鲜铁道省期间登记号码为미가하1578 朝鲜战争期间被大韩民国陆军缴获并于1951年带至韩国 |

应当注意的是，有12台滿鐵ミカイ在战后由日本运往韩国。这12辆机车在韩国铁道厅的车号为미카1-1101到미카1-1112。其中，1101号车和1102号车是日立在1947年制造的，1104号车到1109号车是川崎车辆于1950年制造的。

### 韩国铁道厅미카5型

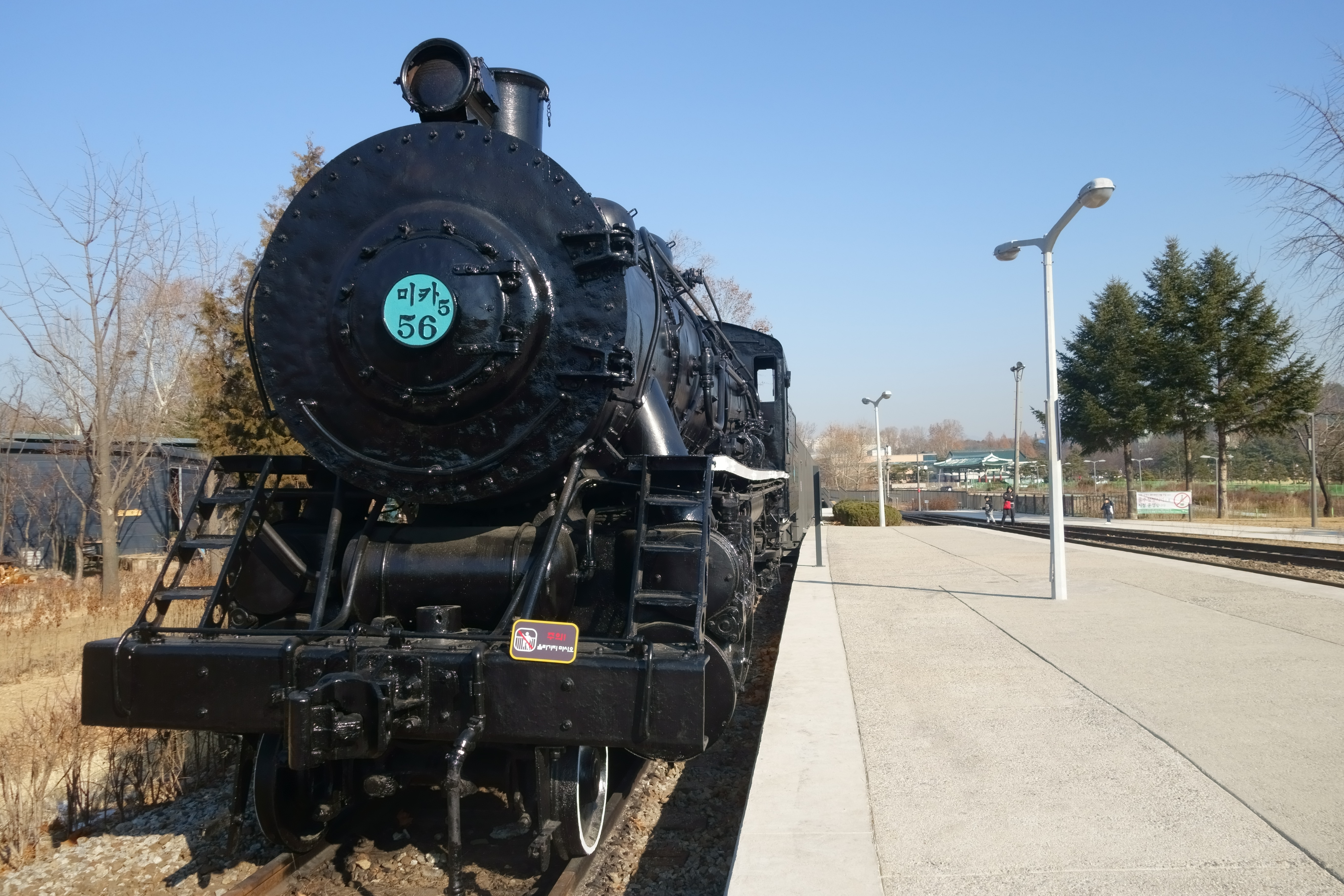
于韩国首尔芦原区孔陵2洞花郎台站静态展示的미카5-56号机车

1947年至1951年期間，驻朝鲜美国陆军司令部军政厅及聯合國軍先後向日本的川崎車輛（14輛）、日立製作所（9輛）、日本車輛（20輛）、汽車製造（3輛）及三菱重工（3輛）訂製49輛滿鐵ミカイ。这49辆滿鐵ミカコ中，有33辆机车被美国陆军交通部命名为9400系列蒸汽机车，并由美国陆军运输部使用；11辆机车的分配情况不明；5辆机车原始机车车号不明。
美军军政厅订购的49輛滿鐵ミカコ明细：
| 美軍番號                     | 製造時間    | 製造商   | 製造番號               | 數量 |
| ---------------------------- | ----------- | -------- | ---------------------- | ---- |
| 番號不明                     | 1947.4～7   | 川崎車輛 | 3150～3154             | 5    |
| 1995～1997                   | 1948.2      | 日立     | 1883～1885             | 3    |
| 1998～1999                   | 1948.3      | 日立     | 1911～1912             | 2    |
| N.1～N.5                     | 1950.7      | 日本車輛 | 1543～1547             | 5    |
| N.6                          | 1950.11     | 日本車輛 | 1548                   | 1    |
| 9400～9403（美国陆军运输部） | 1950.11     | 日本車輛 | 1549～1552             | 4    |
| 9404～9408（美国陆军运输部） | 1950.11     | 川崎車輛 | 3209～3113             | 5    |
| 9409～9411（美国陆军运输部） | 1950.11～12 | 汽車製造 | 2604～2606             | 3    |
| 9412～9415（美国陆军运输部） | 1950.11     | 日立     | 1937～1938、1941～1942 | 4    |
| 9416～9418（美国陆军运输部） | 1950.11     | 三菱重工 | 709～711               | 3    |
| 9419～9428（美国陆军运输部） | 1951.7      | 日本車輛 | 1553～1562             | 10   |
| 9429～9432（美国陆军运输部） | 1951.7      | 川崎車輛 | 3214～3217             | 4    |

上述机车在朝鲜战争结束后，由美国陆军运输部移交给韩国铁道厅使用。 此外联合国军在战争期间从朝鲜铁道省缴获了一些由中国提供给朝鲜的原满铁ミカコ型机车，这些机车与49辆美国军政厅订购的ミカコ型机车被韩国铁道厅编为미카5型，机车车号范围在미카5-1到미카5-56之间。
日本車輛、汽车制造及日立製作所於1952年為聯合國軍製造20輛滿鐵ミカイ型並未運至韓國（日本車輛10輛、汽車製造及日立製作所各5輛）。由於日本與韓國之路線標準不同（軌距、軸重、路線淨空），上開車輛並未為日本国有铁道所接收，保持未使用之狀態至1965年解體。其中日本車輛製造之部分，於1960年代仍存放於名古屋中京倉庫中 。

## 主要诸元
| 型號                 | 原ミカイ                                                                            | 原ミカコ                                                                                 | 1949年后中国产解放1型                           |
| -------------------- | ----------------------------------------------------------------------------------- | ---------------------------------------------------------------------------------------- | ----------------------------------------------- |
| 車軸配置             | 2-8-2(1D1)                                                                          | 2-8-2(1D1)                                                                               | 2-8-2(1D1)                                      |
| 過熱器形式           | A型                                                                                 | A型 （E型）                                                                              | A型                                             |
| 動輪直徑             | 1,370mm                                                                             | 1,370mm                                                                                  | 1,370mm                                         |
| 汽缸 (直徑x行程)     | 社線ミカイ:584mm×711mm 國大ミカ: 584mm×710mm                                        | 580mm×710mm                                                                              | 580mm×710mm                                     |
| 燃燒室               | 無                                                                                  | 有                                                                                       | 有                                              |
| 煙管長               | 5,639 mm                                                                            | 4,830 mm （4,700mm）                                                                     |                                                 |
| 鍋爐壓力             | 13.4kg/cm²                                                                          | 14.0kg/cm²                                                                               | 14.0kg/cm²                                      |
| 爐床面積             | 5.06 m²                                                                             | 社線ミカコ:5.08m² 新国大ミカ:5.06m²                                                      | 5.09m²                                          |
| 全傳熱面積           | 社線ミカイ:337.79 m² 國大ミカ:338.10 m²                                             | 274.30 m² （299.80 m²）                                                                  | m²                                              |
| 運轉整備重量(機車)   | 社線ミカイ:98.72t 國大ミカ:102.27t                                                  | 社線ミカコ:103.1t 新国大ミカ:103.85t                                                     | 103.85t                                         |
| 動輪上重量           | 社線ミカイ:76.17t 國大ミカ:78.62t                                                   | 社線ミカコ:79.88t 新国大ミカ:79.94t                                                      | 79.94t                                          |
| 總重（機車及煤水車） | 社線ミカイ:185.11t                                                                  |                                                                                          | 174.85 t                                        |
| 總長                 |                                                                                     | 社線ミカコ:23,750 mm 新国大ミカ:21,906 mm                                                | 仿製:21,906 mm 改良: 22,634 mm                  |
| 圖示功率             | 1,802PS（1,325kw）                                                                  |                                                                                          |                                                 |
| 輪周功率             | 1,545PS（1,136kw）                                                                  | 1,545PS（1,136kw）                                                                       | 仿製:1,545PS（1,136kw） 改良:1,945PS（1,430kw） |
| 牽引力               |                                                                                     |                                                                                          | 24,030kg （235.6kN）                            |
| 製造廠               | ALCO(斯克内克塔迪廠) 沙河口工場 汽車製造 川崎造船所（川崎車輛） 日本車両 日立製作所 | 沙河口工場 汽車製造 川崎造船所（川崎車輛） 日立製作所 大連機械 滿州車両                  | 四方 大連 齊齊哈爾 太原                         |
| 生產數量(總量)       | 144                                                                                 | 1408以上                                                                                 | 475                                             |
| 生產數量(各使用者)   | 社線ミカイ:70 國大ミカ:74                                                           | 社線ミカコ:271 新国大ミカ:709 華北交通ミカイ:409以上 華中鐵道KD100:19                    | 組裝:20 新製:455                                |
| 車號                 | 南滿鐵道:ミカイ1~70 滿州國鐵:ミカイ501~574                                          | 南滿鐵道:ミカイ71~341 滿州國鐵:ミカイ575~1283 華北交通:ミカイ1501~ 華中鐵道:KD1001~10019 | JF1(ㄇㄎ1)-2101~2500 4001~4101                  |
| 生產年度             | 社線ミカイ:1918~1928 國大ミカ:1933~1935                                             | 1935~1945                                                                                | 組裝:1950~1952 新製:1952~1960                   |
| 備註                 |                                                                                     | 括弧內為ミカイ76、77數值                                                                 |                                                 |

## 现存机车

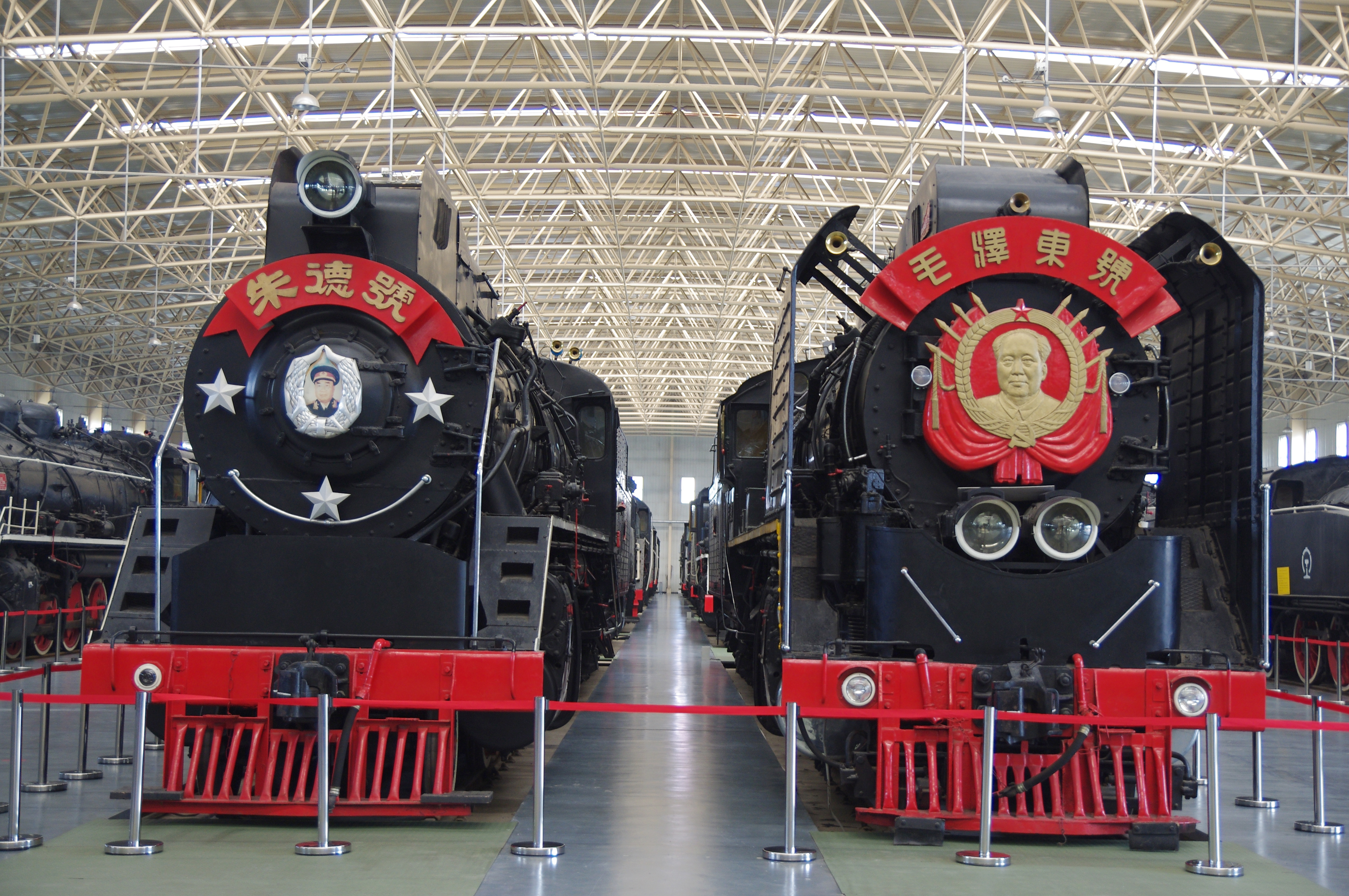
解放1型1191号机车与解放1型304号机车展示于中国铁道博物馆

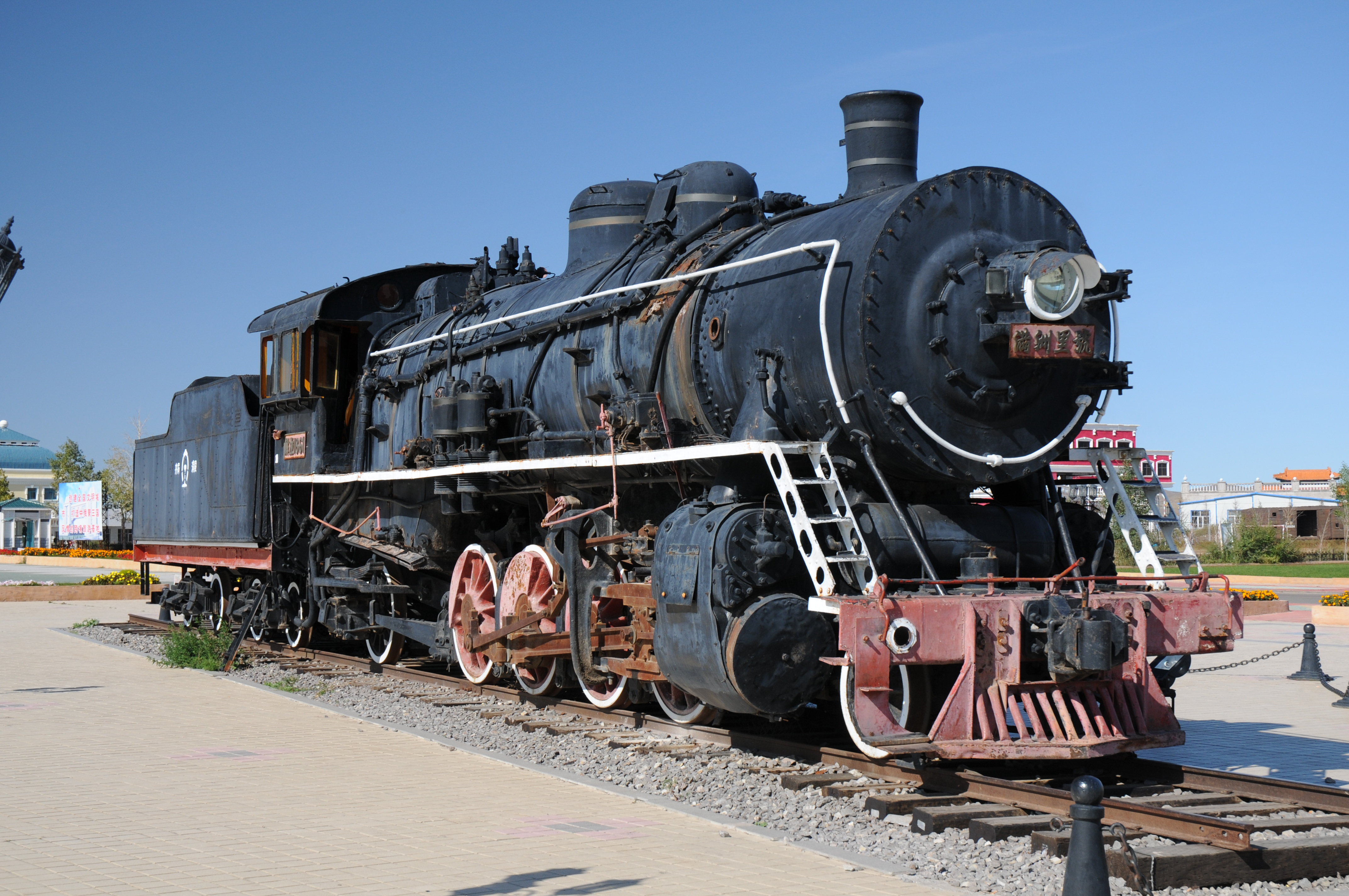
满洲里国门景区展示的解放1型1861号机车

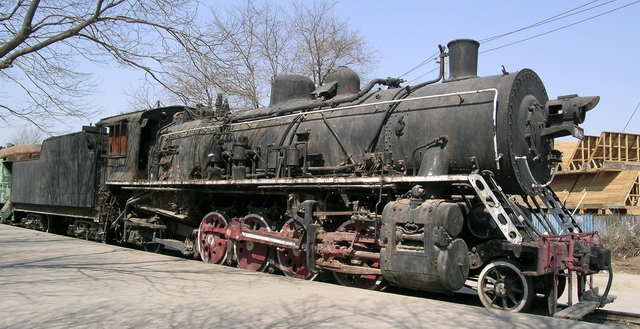
北京慈寿寺塔展示的解放1型2023号机车

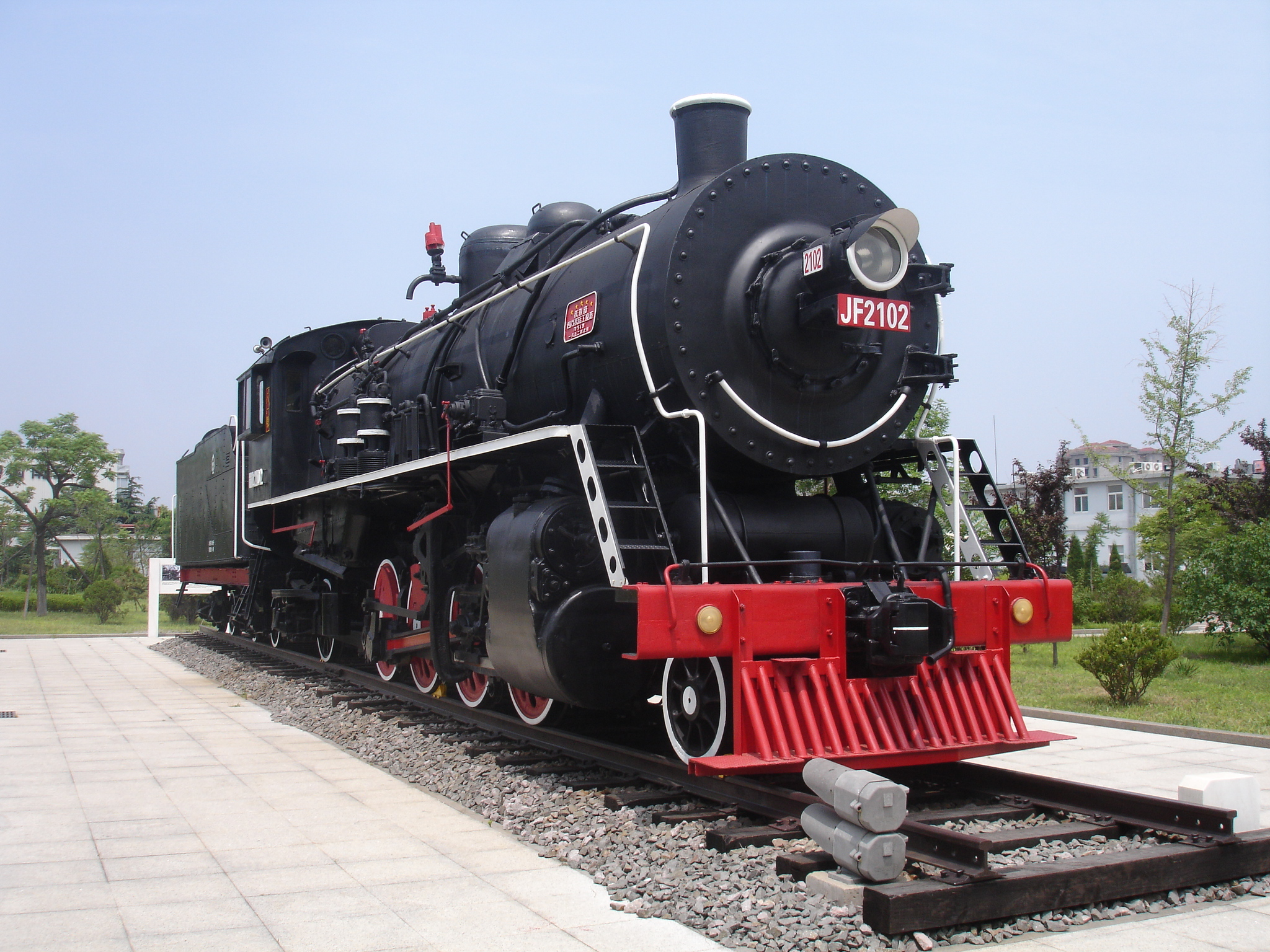
解放1型2102号机车展示于中车青岛四方机车车辆

### 中国
于中國鐵道博物館静态展示:
- JF-304 （毛泽东号）
- JF-1191 （朱德号）
- JF-2101 （国庆号） [7]
- JF-2121 （四方机车车辆厂1952年仿制成功的第一台机车）[8]
- JF-4101 （太原机务段1958年制造）[7]

于上海局集团合肥机务段淮南运用车间内封存：
- JF-747[24]

于黑龙江省牡丹江市海林市横道镇横道河子机车库静态展示：
- JF-886

于抗美援朝紀念館静态展示：
- JF-1115 [25]

于滿洲里国门景区静态展示：
- JF-1861

于北京玲珑公园静态展示：
- JF-2023

于中車青島四方機車車輛静态展示：
- JF-2102 （八一号）

### 韩国
于全罗南道罗州市荣江洞湖南线荣山浦站静态展示：
- 미카-31

于现代Rotem公司总部静态展示：
- 미카-37

于大邱广域市儿童大公园静态展示：
- 미카-48

于首尔芦原区孔陵2洞花郎台站静态展示：
- 미카-56

### 朝鲜
- 6163号机车：处在运用状态，虽然可能只用于铁道迷旅游专列牵引，而不是常规运用。[26]

## 備註
1. 1 2  Kokubu Hayato. . 新潮社. : 107. ISBN 978-4-10-303731-6.
2. ↑  南滿州鐵道所擁有之路線包含「社線」（南滿州鐵道原有路線）與「國線」（滿州国有铁道路線），鐵路車輛亦有「社線」與「國線」之區分。「社線」與「國線」的蒸汽機車基本規格大致相同，僅依國線的營運條件差異做少部分之修改（例如「國線」轉車台較短，故縮短煤水車長度）。參見：满铁社线与国线的不同（日语：満州国有鉄道#社線との相違）
3. ↑  日本國立公文館亞洲歷史資料中心，新造車輌の北支送付に関する件 （页面存档备份，存于）、満鉄委託調弁新造車輌交付完了の件[永久] ：總計移交機關車220輛（ミカイ：140輛、ミカロ：80輛）、客車180輛（ロハ：30輛、ハ1：120輛、ハテ1：10輛）、貨車5,000輛（ヤイ:1,600輛(有蓋車)、ムイ：2,800輛(無蓋車)、カイ：200輛(車掌車)、ツイ：200輛(土運車)、チニ：200輛(土運車)）。
4. ↑  .   [2018-02-14]. （原始内容存档于2012-11-28）.
5. ↑  包括KC100型、Mikasa（ミカサ）型（日语：朝鮮総督府鉄道ミカサ形蒸気機関車）、Soliro（ソリロ）型等机车。
6. ↑  即1933年南满州铁道接管之北鲜线
7. 1 2 3 4  解放型国庆号蒸汽机车[永久]
8. 1 2  解放（JF）型2121号蒸汽机车[永久]
9. 1 2 3  .   [2018-02-13]. （原始内容存档于2012-07-14）.
10. ↑  戰前製造的解放1型（ミカイ）至少有以下幾種類型：
1. 美國機車公司（ALCO）製造的社線ミカイ（1918）
2. 滿鐵及日本工廠仿製的社線ミカイ（1924～1928）
3. 國大ミカ：縮短社線ミカイ全長（1933～1935）
4. 社線ミカコ：社線ミカイ加裝燃燒室、給水加熱器（1935～1945）
 5. 社線ミカコ（E型過熱器型）：僅測試性的製造2輛
 6. 新國大ミカ：縮短社線ミカコ全長，省略給水加熱器（1935～1945）
11. ↑  互動百科 瞿糾[永久]
12. 1 2 3  .   [2018-02-14]. （原始内容存档于2016-08-17）.
13. ↑  .   [2018-02-14]. （原始内容存档于2018-07-06）.
14. 1 2 3  .   [2018-02-14]. （原始内容存档于2017-09-04）.
15. 1 2 3 4  .   [2018-02-14]. （原始内容存档于2019-01-27）.
16. ↑  .   [2018-02-14]. （原始内容存档于2018-02-17）.
17. 1 2 3 4 5 6  .   [2018-02-14]. （原始内容存档于2018-08-30）.
18. 1 2 3 4  .   [2018-02-14]. （原始内容存档于2018-02-13）.
19. ↑  .   [2018-02-14]. （原始内容存档于2019-11-13）.
20. 1 2  .   [2018-02-14]. （原始内容存档于2016-04-14）.
21. 1 2  やまだトシヒデ，ポケット図解韓国鉄道の今と昔をとことん楽しむ本，第171頁至173頁。
22. ↑  .   [2018-02-17]. （原始内容存档于2017-09-04）.
23. ↑  .   [2018-02-17]. （原始内容存档于2018-02-25）.
24. ↑  淮南车间里的解放型蒸汽机车
25. ↑  根據解說牌之說明，JF-1115号机车是长春铁路分局四平机务段机车，抗美援朝战争期间，担负向朝鲜运送作战物资任务。该车包车组共9人，全组人员在司机长李国珩的带领下，曾四次突破敌机封锁，完成抢运任务。在朝鲜沙里园至新幕之间，安全运行10个月，保证了大批作战物资及时运往前线。1951年1115号机车被评为模范机车，全车组立集体大功一次，小功一次。司机长李国珩立一等功获二级战斗英雄称号，并获朝鲜民主主义人民共和国二级战士荣誉勋章。副司机牛荣学立二等功。
26. ↑  .   [2018-02-17]. （原始内容存档于2018-01-12）.